# Meggers (Mondkrater)
Meggers  ist ein Einschlagkrater auf der Mondrückseite. Er wurde nach dem amerikanischen Physiker William F. Meggers benannt.
| Buchstabe | Position        | Durchmesser | Link |
| --------- | --------------- | ----------- | ---- |
| S         | 24° N, 119,8° O | 39 km       |      |